# Gymnotus inaequilabiatus
Gymnotus inaequilabiatus, denominada comúnmente morena o morena pintada, es una especie del género de peces de agua dulce Gymnotus, de la familia Gymnotidae en el orden Gymnotiformes. Se distribuye en aguas cálidas y templado-cálidas del centro de América del Sur, en la cuenca del Plata, en la subcuenca del río Paraguay en el Paraguay, centro del Brasil y norte de la Argentina; posiblemente también en el este de Bolivia.
Esta especie alcanza una longitud total de 60 cm. Las especies de este género sufren grave presión de colecta con el objetivo de emplearlas como carnada para la pesca deportiva del dorado y el surubí. 

## Taxonomía
Esta especie fue descrita originalmente en el año 1842 por el zoólogo francés Achille Valenciennes.

## Etimología
Gymnotus viene del griego, donde gymnos significa 'desnudo'. 